# Abaeis nicippiformis
Abaeis nicippiformis är en fjärilsart som beskrevs av Munroe 1947. Abaeis nicippiformis ingår i släktet Abaeis och familjen vitfjärilar. Inga underarter finns listade i Catalogue of Life.